# Pe-o margine de lume
„Pe-o margine de lume” este un cântec bilingv de Nico și Vlad Miriță, care a reprezentat România la Concursul Muzical Eurovision în Belgrad, capitala Serbiei în 2008. A reușit să câștige Selecția Națională la data de 23 februarie 2008 obținând 271 de puncte la finalul. După multe probleme în legătură cu plagiatul, a intrat în prima semifinală a ESC-ului la data de 20 mai 2008 și a reușit să intre în finalul concursului. În clasificația generală, s-a clasat pe locul 20, obținând 45 puncte.